# واماک (ایلینوی)
واماک، ایلینوی (به انگلیسی: Wamac, Illinois) یک شهر در ایالات متحده آمریکا با جمعیت ۱٬۱۸۵ نفر است که در ایلی‌نوی واقع شده‌است.

## موقعیت جغرافیایی
موقعیت جغرافیایی شهرها و مناطق اطراف به شرح زیر است: